# Керчки мореуз
Керчки пролаз или Керчки мореуз (рус. Керченский пролив; укр. Керченська протока; кр-тат. Keriç boğazı; ади. Хы ТІуалэ) мореуз је који спаја акваторију Азовског мора на северу са Црним морем на југу, а раздваја полуострво Керч (Република Крим) на западу од Таманског полуострва (Краснодарски крај) на истоку.
Пролаз је дуг око 45 км, ширине од 4,5 до 15 км, а максимална дубина износи до 18 метара. Најважније насеље на његовим обалама је град Керч на Криму по коме је пролаз и добио име. У античком периоду пролаз је био познат под именом Кимеријски Босфор (грч. Βόσπορος Κιμμέριος), по античким Кимеријцима који су на том подручју основали властиту државу Кимеријско Босфорско краљевство.